# Templo del Calvario
El Templo del Calvario (en inglés: Calvary Temple) es una megaiglesia evangélica no confesional en Hyderabad, en India. Su pastor ha sido Satish Kumar desde su fundación en 2005. En 2018, tenía 330.000 miembros.

## Historia
La Iglesia fue fundada el 5 de junio de 2005 en Hyderabad con el pastor Satish Kumar y 25 personas. En 2012, la Iglesia comienza la construcción de un edificio que incluía un auditorio de 18.000 asientos. Después de 52 días, fue inaugurado el 1 de enero de 2013.  Luego, la iglesia creció de 80.000 personas en 2013 a 195.000 en 2018
En 2020, la iglesia contaría con 330.000 personas y 8 lugares de culto.